# 100 Greatest African Americans
100 Greatest African Americans är ett biografiskt uppslagsverk från 2002, som listar över hundra historiskt stora svarta amerikaner (i alfabetisk ordning, ej rankade). Urvalet gjordes 2002 av Molefi Kete Asante, professor vid Temple University i Philadelphia, Pennsylvania.

## Kriterier och innehåll
Molefi Kete Asante använde fem kriterier för att upprätta listan över de utvalda till boken:
1. "betydelse för afroamerikanernas allmänna framsteg mot full jämlikhet i det amerikanska sociala och politiska systemet"
2. "självuppoffring och en vilja att ta stora risker för det kollektivas bästa"
3. "ovanlig vilja och beslutsamhet inför stor fara och mot de mest envisa oddsen"
4. "en konsekvent hållning mot att höja den sociala, kulturella och ekonomiska statusen för afroamerikaner"
5. "personlig prestation som visar de bästa egenskaperna hos det afroamerikanska folket"

Varje porträtt täcker två till fyra sidor som sammanfattar personens liv, arbete och betydelse och åtföljs av ett svartvitt fotografi eller illustration. 

## Listan
1. Hank Aaron (1934–2021)
2. Ira Aldridge (1807–1867)
3. Muhammad Ali (1942–2016)
4. Richard Allen (1760–1831)
5. Marian Anderson (1897–1993)
6. Maya Angelou (1928–2014)
7. Arthur Ashe (1943–1993)
8. Crispus Attucks (1723–1770)
9. James Baldwin (1924–1987)
10. Benjamin Banneker (1731–1806)
11. Amiri Baraka (1934–2014)
12. Romare Bearden (1911–1988)
13. Mary McLeod Bethune (1875–1955)
14. Guion Bluford (född 1942)
15. Arna Bontemps (1902–1973)
16. Edward W. Brooke (1919–2015)
17. Gwendolyn Brooks (1917–2000)
18. Blanche K. Bruce (1841–1898)
19. Ralph Bunche (1903–1971)
20. George Washington Carver (1864–1943)
21. Shirley Chisholm (1924–2005)
22. Kenneth B. Clark (1914–2005)
23. John Henrik Clarke (1915–1998)
24. John Coltrane (1926–1967)
25. Bill Cosby (född 1937)
26. Alexander Crummell (1819–1898)
27. Countee Cullen (1903–1946)
28. Benjamin O. Davis Jr. (1912–2002)
29. Martin R. Delany (1812–1885)
30. Frederick Douglass (1817–1895)
31. Charles Drew (1904–1950)
32. W.E.B. Du Bois (1868–1963)
33. Paul Laurence Dunbar (1872–1906)
34. Katherine Dunham (1909–2006)
35. Duke Ellington (1899–1974)
36. James Forten (1766–1842)
37. John Hope Franklin (1915–2009)
38. Henry Highland Garnet (1815–1882)
39. Marcus Garvey (1887–1940)
40. Prince Hall (1735–1807)
41. Fannie Lou Hamer (1917–1977)
42. Lorraine Hansberry (1930–1965)
43. Dorothy Height (1912–2010)
44. Matthew Henson (1866–1955)
45. Charles Hamilton Houston (1895–1950)
46. Langston Hughes (1901–1967)
47. Zora Neale Hurston (1891–1960)
48. Jesse Jackson (född 1941)
49. Mae Jemison (född 1956)
50. Jack Johnson (1878–1946)
51. James Weldon Johnson (1871–1938)
52. John H. Johnson (1918–2005)
53. Percy Julian (1899–1975)
54. Ernest Just (1883–1941)
55. Maulana Karenga 1941-
56. Martin Luther King Jr. (1929–1968)
57. Edmonia Lewis (1844–1907)
58. Alain Locke (1885–1954)
59. Joe Louis (1914–1981)
60. Thurgood Marshall (1908–1993)
61. Benjamin E. Mays (1894–1984)
62. Elijah McCoy (1844–1929)
63. Claude McKay (1890–1948)
64. Oscar Micheaux (1884–1951)
65. Dorie Miller (1919–1943)
66. Garrett Morgan (1877–1963)
67. Toni Morrison (1931–2019)
68. Elijah Muhammad (1897–1975)
69. Jesse Owens (1913–1980)
70. Rosa Parks (1913–2005)
71. Adam Clayton Powell Jr. (1908–1972)
72. Colin Powell (1937–2021)
73. A. Philip Randolph (1889–1979)
74. Hiram Revels (1827–1901)
75. Paul Robeson (1898–1978)
76. Jackie Robinson (1919–1972)
77. John Russwurm (1799–1851)
78. Arturo Schomburg (1874–1938)
79. Benjamin "Pap" Singleton (1809–1900)
80. Mary Church Terrell (1863–1954)
81. William Monroe Trotter (1872–1934)
82. Sojourner Truth (ca 1797–1883)
83. Harriet Tubman (1822–1913)
84. Kwame Ture (1941–1998)
85. Henry McNeal Turner (1834–1915)
86. Nat Turner (1800–1831)
87. David Walker (1796–1830)
88. Madame C. J. Walker (1867–1919)
89. Booker T. Washington (1856–1915)
90. Ida B. Wells-Barnett (1862–1931)
91. Phillis Wheatley (ca 1753–1784)
92. Walter F. White (1893–1955)
93. Roy Wilkins (1901–1981)
94. Daniel Hale Williams (1856–1931)
95. August Wilson (1945–2005)
96. Oprah Winfrey (född 1954)
97. Tiger Woods (född 1975)
98. Carter G. Woodson (1875–1950)
99. Richard Wright (1908–1960)
100. Malcolm X (1925–1965)